# ЦЕФТА
Централноевропски уговор о слободној трговини (енгл. Central European Free Trade Agreement), познат по свом акрониму ЦЕФТА (од енгл. CEFTA), је трговински споразум између Албаније, Босне и Херцеговине, Северне Македоније, Молдавије, Србије, Црне Горе и Републике Косово.
Бивше чланице су Пољска, Чешка, Словачка, Словенија, Мађарска и Хрватска које су постале чланице Европске уније.
Цефту су основали Пољска, Чехословачка и Мађарска 21. децембра 1992. у Кракову. Касније чланице су постале Словенија (1996), Румунија (1997), Бугарска (1998), Хрватска (2002) и Република Македонија (2006).
ЦЕФТА је споразум који данас дефинише јединствену зону слободне трговине у југоисточној Европи, иако име споразума описује споразум држава средње Европе.

## Историја

### Првобитни споразум
Првобитни споразум су потписале земље Вишеградске групе тј. Пољска, Мађарска и Чехословачка 21. децембра 1992. у Кракову, у Пољској. Споразум је ступио на снагу јула 1994.
Словенија се придружила 1996, Румунија 1997, Бугарска 1998, Хрватска 2003. и Македонија 2006.

### Споразум из 2006.
Све земље првобитног споразума, осим Македоније, су ушле у Европску унију и тиме напустиле Цефту. Стога је одлучено да се Споразум прошири тако да покрије и остале балканске државе, које су већ створиле матрицу билатералних споразума о слободној трговини у оквиру Пакта за стабилност Југоисточне Европе. На Самиту премијера Југоисточне Европе, у Букурешту 6. априла 2006, усвојена је декларација о проширењу које ће обухватити Албанију, Босну и Херцеговину, Молдавију, Србију, Црну Гору и УНМИК (у име Косова*). Било је речи и о могућем приступању Украјине.
Нови Споразум је потписан 19. децембра 2006. на Самиту премијера Југоисточне Европе, у Букурешту.
До ратификације је дошло до 31. марта 2007. и нови споразум је ступио на снагу 1. маја 2007.
Након декларације независности Косова* 17. фебруара 2008. УНМИК је наставио да представља Косово на свим ЦЕФТА састанцима. На крају 2008. Косово је променило своје царинске печате замењујући УНМИК са Косово. То је довело до трговинске блокаде из Србије и Босне и Херцеговине, које не признају Републику Косово. Влада у Приштини се осветила наметањем своје властите блокаде на увоз из Србије. То је довело до сукоба на граничним прелазима у јулу 2011. године.

## Односи са Европском унијом
Све бивше земље учеснице претходно су потписале споразуме о придруживању са ЕУ, тако да је ЦЕФТА заправо била припрема за пуно чланство Европске уније. Пољска, Чешка, Мађарска, Словачка, Словенија су се придружиле ЕУ 1. маја 2004. године, након чега су Бугарска и Румунија 1. јануара 2007. године постале чланице ЕУ.
Црна Гора и Србија су у преговорима о приступању ЕУ од 2012. и 2013. године, док су Албанија и Македонија званичне земље кандидати ЕУ.
По препоруци ЕУ, будуће чланице се припремају за чланство успостављањем подручја слободне трговине. Велики део спољашње трговине ЦЕФТА је са земљама ЕУ.

## Садашње и бивше чланице Цефте
| Држава               | Држава               | Приступање | Напуштање                 |
| -------------------- | -------------------- | ---------- | ------------------------- |
| Пољска               | Пољска               | 1992.      | 2004.                     |
| Мађарска             | Мађарска             | 1992.      | 2004.                     |
| Чехословачка         | Чешка                | 1992.      | 2004.                     |
| Чехословачка         | Словачка             | 1992.      | 2004.                     |
| Словенија            | Словенија            | 1996.      | 2004.                     |
| Румунија             | Румунија             | 1997.      | 2007.                     |
| Бугарска             | Бугарска             | 1998.      | 2007.                     |
| Хрватска             | Хрватска             | 2003.      | 2013.                     |
| Република Македонија | Република Македонија | 2006.      | —                         |
| Молдавија            | Молдавија            | 2007.      | —                         |
| Србија               | Србија               | 2007.      | —                         |
| Босна и Херцеговина  | Босна и Херцеговина  | 2007.      | —                         |
| Црна Гора            | Црна Гора            | 2007.      | —                         |
| Албанија             | Албанија             | 2007.      | —                         |
| УНМИК                | УНМИК                | 2007.      | Замењен Републиком Косово |
| Косово               | Косово               | 2024.      | —                         |

## Галерија
- Оснивање 1992: Пољска, Мађарска и Чехословачка (данас Чешка и Словачка).
- Земље чланице 2003.
- Земље чланице 2007.
- Земље чланице 2013.